# Helictotrichon crassifolium
Helictotrichon crassifolium là một loài thực vật có hoa trong họ Hòa thảo. Loài này được (Font Quer) Röser mô tả khoa học đầu tiên năm 1989.